# ペダル・ドゥース
『ペダル・ドゥース』（Pédale douce）は1996年公開のフランスの映画。
パリのゲイクラブを舞台に、女性オーナーと彼女を慕う男たちが繰り広げるヒューマン・コメディ。
ファニー・アルダンが第22回セザール主演女優賞を受賞。

## ストーリー
昼はビジネスマン、夜は女装歌手という2つの顔を持つアドリアン。親友のエヴァが経営する店はいつも大賑わい。ところが、アドリアンの仕事のために2人は「夫婦」を演じることになってしまう。

## キャスト
- パトリック・ティムシット（フランス語版）：アドリアン
- ファニー・アルダン：エヴァ
- リシャール・ベリ：アレクサンドル
- ミシェル・ラロック：マリー
- ジャック・ガンブラン：アンドレ
- ボリス・テラル（フランス語版）：シリル
- アクセル・アバディ（フランス語版）：クレール

## スタッフ
- 美術：カルロス・コンティ（フランス語版）
- 衣装：クレマンティーヌ・ジョヤ
- 振付：セドリック・ブランネール
- 挿入曲
  - 「Sans contrefaçon」 ミレーヌ・ファルメール
  - 「YMCA」 ヴィレッジ・ピープル
  - 「Bambino」 ダリダ